# フーヴァー (バンド)
フーヴァー(Hoover)は、アメリカのポスト・ハードコアバンド。1992年にワシントンD.C.にて結成。1994年に1stアルバム『The Lurid Traversal of Route 7』をリリースし、同年に解散。1997年に再結成し新作を制作、翌1998年にリリース。2004年にも再結成しヨーロッパでツアーを行う。

## メンバー
- アレキサンダー・ダンハム（Alexander Dunham） - ギター、ボーカル
- フレデリック・T・エルスキン（Frederick T. Erskine） - ベースギター
- クリストファー・ファラール（Christopher Farrall） - ドラムス
- ジョゼフ・P・マクレッドモンド（Joseph P. McRedmond） - ギター、ボーカル

## 作品

### アルバム
- The Lurid Traversal of Route 7 （1994年）
- Hoover （1998年）

### シングル
- "Sidecar Freddie/Cable" （1992年）
- "Two-Headed Coin" （1993年）
- "Private" （1993年）